# Athemus sichuanus
Athemus sichuanus es una especie de coleóptero de la familia Cantharidae.

## Distribución geográfica
Habita en Sichuan (China).